# Torsö landskommun
Torsö landskommun var en tidigare kommun i dåvarande Skaraborgs län.

## Administrativ historik
Kommunen inrättades i Torsö socken i Vadsbo härad i Västergötland när 1862 års kommunalförordningar trädde i kraft.  
Vid Kommunreformen 1952 uppgick kommunen i Hasslerörs landskommun som 1971 uppgick i Mariestads kommun.

## Politik

### Mandatfördelning i Torsö landskommun 1938-1946
| 8 | 7 | 3 |

| 17 |

| 6 | 8 | 4 |

| 17 |

| 7 | 11 |

| 17 |